# TTDPatch
TTDPatch är ett datorprogram som utvecklades av Josef Drexler i syfte att fixa och utveckla datorspelet Transport Tycoon Deluxe. Utvecklingen började 1999 med det huvudsakliga syftet att korrigera buggar och fel som fanns i det ursprungliga spelet. Dock växte det snabbt till att inkludera flera välkomna förbättringar till spelet som tidigare var betraktat som omöjligt att utföra. En dedikerad grupp har nu fortsatt med utveckling och testning av patchen.

## Extra funktioner
En av TTDPatch största tillägg till TTD är möjligheten att lägga till nya fordon och grafik till spelet, till följd av att man lyckats avkoda TTD:s grafikformat (.GRF). Även den nya grafiken använder sig av .grf-formatet. Idag finns en grupp som sysslar med att producera och underhålla grafik och fordon för TTDPatch, vilket avsevärt förlänger spelets livslängd.
Andra viktiga tillägg är:
- möjlighet till större upplösning än 640x480 (tidigare sett som omöjligt)
- möjligheten att bygga broar som är högre än en ruta, till exempel broar mellan bergstoppar (vilket man också trodde var omöjligt)
- möjligheten att bygga räls längs sluttningar (förut krävdes det att marken var helt plan)
- ökat max antal fordon
- ökad max längd på tåg
- möjlighet att bygga större stationer. (I TTD kunde man bara bygga stationer som var fem gånger fem rutor; i experimentella versioner av TTDPatch kan man nu bygga 14x14 rutor.)

## Bugfixar
Det var inte möjligt att köra TTD på Windows 2000 eller Windows XP; en av de viktigaste bugfixarna var möjligheten att köra spelet på dessa operativsystem. Andra mindre bugfixar är till exempel möjlighet att ta bort saker som saknar ägare och att kunna leverera varor till platser som skulle ha accepterat dem men inte gjorde det. TTDPatch manual innehåller en detaljerad lista med alla bugfixarna.

## Nätverksspel
Trots de ovanstående framstegen har ett stabilt nätverksspelsläge varit svårt att uppnå; de som har testat rapporterar om att spelet snabbt hamnar i osynk och kraschar. Många användare av TTDPatch vänder sig numera till OpenTTD för att finna ett bättre alternativt nätverksspelsläge.